# Vicente Bartual
Vicente Bartual (València, 28 d'octubre de 1958 - 10 de juliol de 2025) fou un locutor de ràdio, músic i presentador valencià, conegut pel seu paper al capdavant del programa de Ràdio Nou Bikini Club.
Comença la seua trajectòria musical al grup punk La Morgue, i comença en els mitjans de comunicació de la ma de Lluís Miquel Campos, a Si yo fuera presidente. Durant la dècada del 1990 va dirigir Bikini Club, el programa musical de Ràdio Nou, que va evolucionar cap als sons de la Ruta Destroy. El programa feia uns 215.000 oients diaris, rebia entre 30.000 i 40.000 cridades diàries des de tota València, Albacete, Múrcia, Eivissa i sud de Catalunya, i creà una particular mitologia d'éssers fantàstics com J.J. Coll, La Mòmia de Catí o l’Home Llop de la Patacona.
Amb el tancament, el 7 de juliol del 1999, del programa, munta +Radio, on treballaria fins el tancament de la mateixa el 2012. Exercí de DJ i organitzava espectacles amb música de la dècada del 1990.